# Dalzell (Illinois)
Dalzell é uma vila localizada no estado americano de Illinois, no Condado de Bureau e Condado de La Salle.

## Demografia
Segundo o censo americano de 2000, a sua população era de 717 habitantes.
Em 2006, foi estimada uma população de 729, um aumento de 12 (1.7%).

## Geografia
De acordo com o United States Census Bureau tem uma área de
3,3 km², dos quais 3,3 km² cobertos por terra e 0,0 km² cobertos por água.

## Localidades na vizinhança
O diagrama seguinte representa as localidades num raio de 12 km ao redor de Dalzell.